# Scaliger (cráter)

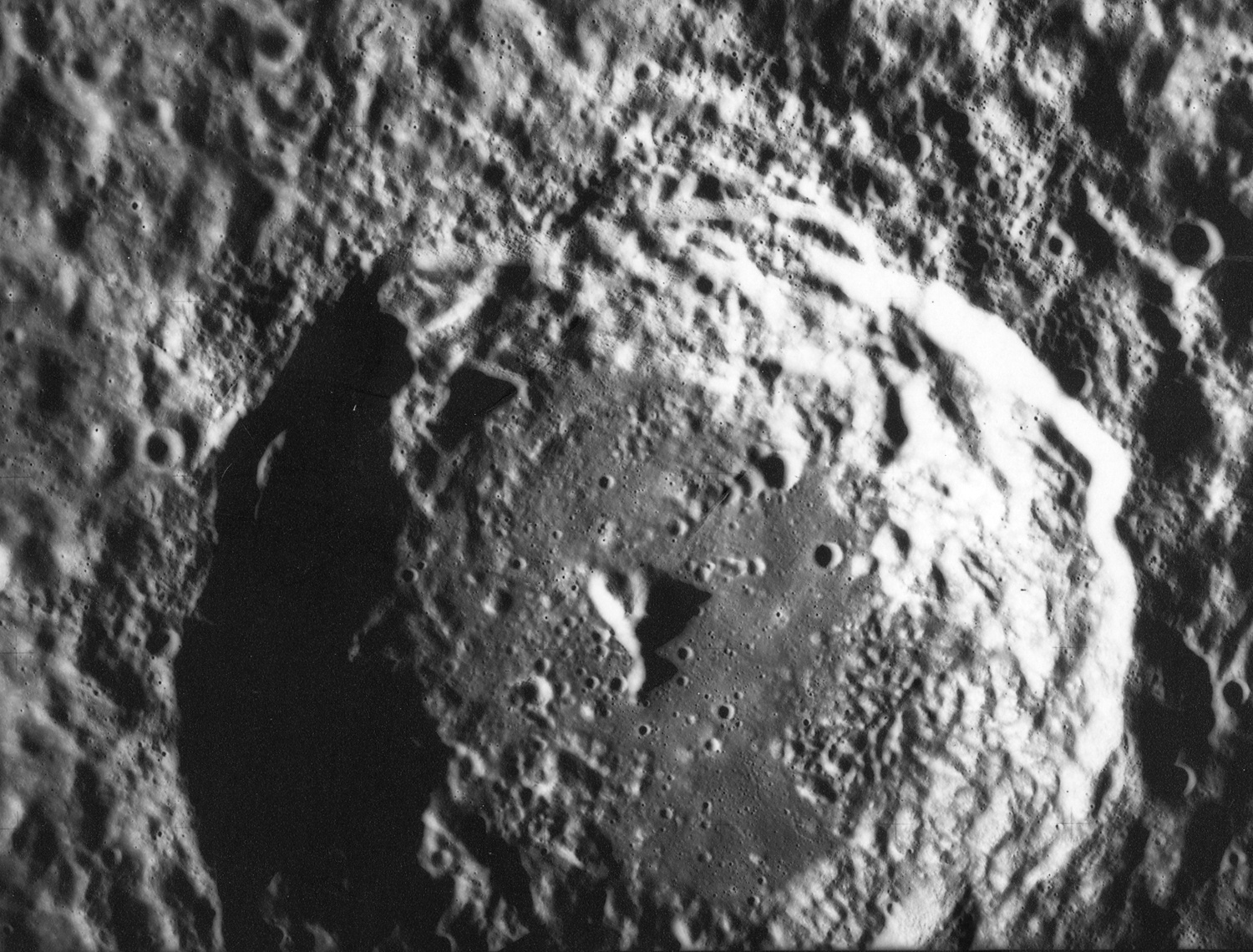
Fotografía de la misión Apolo 15

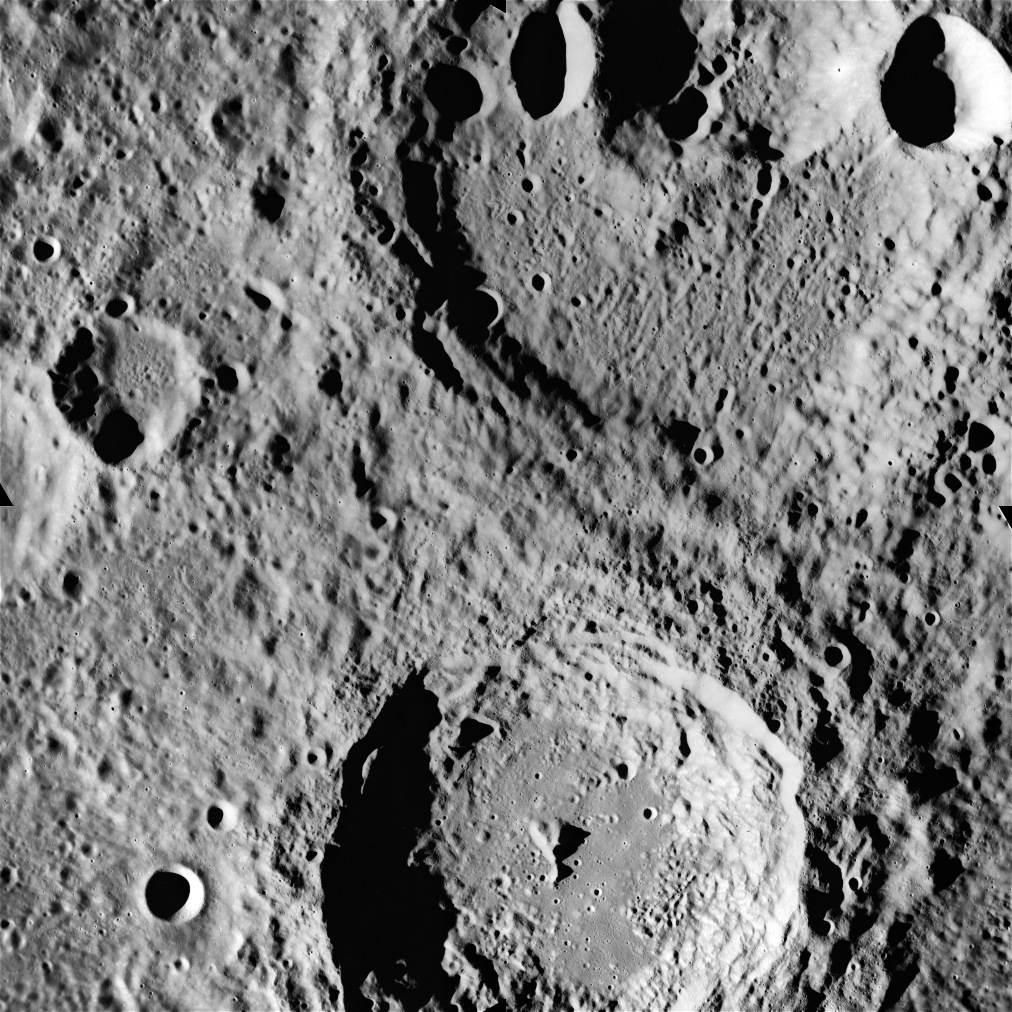
Otra toma de la misión Apolo 15

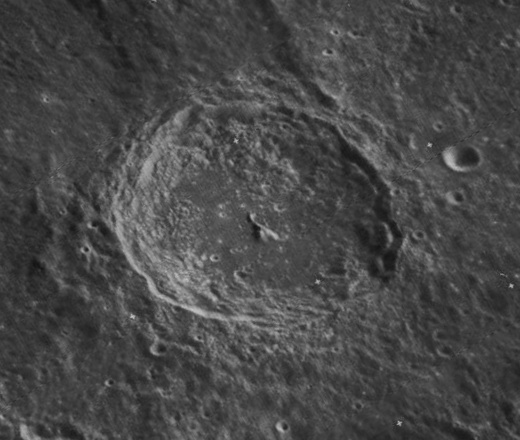
Imagen de la misión Lunar Orbiter 3, mirando al sudeste

Scaliger es un prominente cráter de impacto que se encuentra en el hemisferio sur de la cara oculta de la Luna. Está unido al borde noroeste de la llanura amurallada del cráter Milne, y el perímetro compartido ha remodelado ligeramente la pared exterior de Scaliger, produciendo una sección rectificada en el sudeste. Al oeste de Scaliger se halla el Lacus Solitudinis.
|  |

La pared exterior de Scaliger presenta una forma ligeramente poligonal, especialmente en su mitad meridional. El borde no ha sido muy erosionado por impactos posteriores, en contraste con Milne al sureste, considerablemente desgastado. La pared interior del borde de Scaliger exhibe aterrazados, y una barrera externa notable que cubre el suelo de Milne. El suelo interior de Scaliger es relativamente plano, con una superficie rugosa cerca de la pared interior. Cerca del punto medio posee un pico central, desplazado ligeramente hacia el este.

## Cráteres satélite
Por convención estos elementos son identificados en los mapas lunares poniendo la letra en el lado del punto medio del cráter que está más cerca de Scaliger.
|          | \| Scaliger \| Coordenadas \| Diámetro \| \| -------- \| ------------------------------- \| -------- \| \| U \| 26°36′S 106°30′E / -26.6, 106.5 \| 11 km \| |          |
| Scaliger | Coordenadas | Diámetro |
| U        | 26°36′S 106°30′E / -26.6, 106.5 | 11 km    |